# Барбарианс
«Барбарианс» (англ. Barbarians), официально Футбольный клуб «Барбариан» (англ. Barbarian Football Club) — британский регбийный клуб, образованный в 1890 году. В его состав включаются наиболее известные регбисты разных стран, но попасть в этот клуб можно только по приглашению от руководства клуба. К 2011 году за «Барбарианс» выступили представители 31 страны. Традиционно в заявку на матч вносится хотя бы один игрок, прежде не игравший ни за «Барбарианс», ни за какую-либо основную сборную.
Команда ежегодно проводит матчи против шести клубов: во время пасхального турне она играет против клубов «Пенарт», «Кардифф», «Суонси» и «Ньюпорт», 27 декабря она играет рождественскую встречу против «Лестер Тайгерс», а также весной проводит матч памяти Эдгара Моббса против одной из команд Восточного Мидленда. В 1948 году клуб «Барбарианс» впервые провёл встречу против сборной Австралии. Игры команды против различных британских клубов достаточно популярны в стране и стали традицией «варваров», а 29 мая 2011 года в перерыве матча против сборной Англии на стадионе «Туикенем» клуб «Барбарианс» и его основатель Уильям Перси Карпмел были торжественно включены в Зал славы Международного совета регби.
С 2017 года существует и женский одноимённый клуб. Похожие клубы с названием «Варвары» есть во Франции, Австралии, Новой Зеландии и ЮАР.

## История

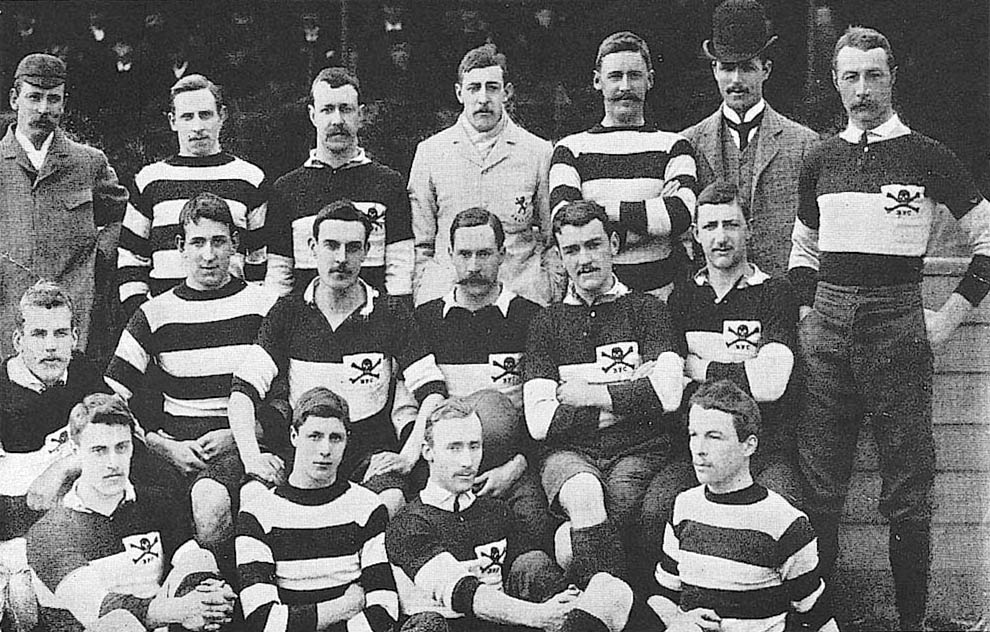
Первый состав клуба «Барбарианс», сыгравший против команды Девоншира в Экзетере 1 апреля 1891 года

Основателем клуба является Уильям Перси Карпмейл, игрок регбийного клуба Кембриджского университета, в составе которого участвовал в турне по Йоркширу в 1884 году. Вдохновлённый культурой коротких регбийных турне, Карпмейл организовал в 1889 году своё первое турне с клубом «Клэпем Роверс», а затем в 1890 году провёл ещё одно турне со сборной командой под названием «Саузерн Номадс» (англ. Southern Nomads). В те времена к концу марта клубные выступления по регби завершались, а игроки не проводили никаких матчей до начала следующего сезона. Первый состав команды «Саузер Номадс» был укомплектован преимущественно игроками клуба «Блэкхит» и проводил матчи в северных графствах Англии.
Идея Карпмейла заключалась в том, что сборная команда, составленная из разнообразных игроков, могла бы провести товарищеские матчи с несколькими ведущими регбийными клубами Великобритании. Многие ведущие игроки, в том числе и бывшие игроки университетских команд, поддержали эту идею. 8 апреля 1890 года в ресторане «Лёйктерс» (англ. Leuchters), а затем и в гостинице «Александра» в Брэдфорде были официально достигнуты договорённости и основан клуб «Барбарианс». В том же году команда провела свой первый матч: 27 декабря 1890 года в матче против «Хартлпул Роверс» была зафиксирована победа «варваров» со счётом 9:4. Бывший епископ Блумфонтейнский и игрок команды «Барбарианс» Уолтер Джулиус Кэри стал автором девиза команды:

Регби — игра для джентльменов любого класса, но не для плохих спортсменов какого-либо класса.
Оригинальный текст (англ.)Rugby Football is a game for gentlemen in all classes, but for no bad sportsman in any class.

### Пенарт
Подобная концепция сохранялась долгие годы. Ближайшим объектом к символическому дому клуба считается гостиница «Эспланейд» (англ. Esplanade) в Пенарте (Южный Уэльс), где игроки «варваров» всегда останавливались во время пасхальных турне по Уэльсу. Важнейшими в истории регбийного клуба «Пенарт» были игры против «Барбарианс», проходившие ежегодно в Великую пятницу и собиравшие огромное количество зрителей. Таким образом, «Пенарт» не только стал «духовным пристанищем» клуба, но и положил начало ежегодному турне по Южному Уэльсу. В рамках этого турне в субботу «Барбарианс» играли против «Кардиффа», в пасхальный понедельник — против «Суонси», во вторник — против «Ньюпорта». Пасхальное воскресенье игроки проводили в Гламорганширском гольф-клубе Пенарта, который находился на побережье и становился местом проведения большой вечеринки, которую спонсировал клуб «Пенарт». В 1901 году прошёл первый матч «Пенарта» и «варваров», а в последующих 75 встречах было зафиксировано 4 ничьи, 11 побед «Пенарта» и 60 побед «Барбарианс». В 1920—1925 годах матчи проводились на стадионе грамматической школы графства Пенарт.
В 1986 году состоялась последняя игра «Пенарта» против «Барбарианс»: к тому моменту клуб утратил все свои позиции в валлийском регби. Однако по случаю столетнего юбилея первого матча Великой пятницы в 2001 году на атлетическом стадионе, недалеко от клубного дома «Пенарта» состоялся памятный матч. Он прошёл за день до встречи «варваров» со сборной Уэльса, состоявшейся на «Миллениуме». Капитан клуба «Барбарианс» и сборной ЮАР Гари Тейхманн установил мемориальную табличку на доме, чтобы увековечить это событие.

### Решающий Вызов
В 1948 году, уже после Второй мировой войны клуб получил предложение от регбийных союзов Британских островов собрать команду для игры против сборной Австралии. Так была заложена традиция так называемого Решающего Вызова — заключительного матча по итогам турне в Великобритании и Ирландии, совершаемого сборной Австралии, Новой Зеландии или ЮАР.

#### Величайшая попытка в регби
27 января 1973 года состоялся Решающий Вызов, в котором «Барбарианс» играли против сборной Новой Зеландии на стадионе «Кардифф Армс Парк». Эта игра считается одной из величайших в истории регби, в ходе которой было проведено много атак и контратак. По итогам матча победу одержали «Барбарианс» со счётом 23:11, нанеся четвёртое поражение «Олл Блэкс» в ходе их турне. Гарет Эдвардс занёс попытку в матче, которую назвали «величайшей попыткой, когда-либо занесённой» (англ. The greatest try ever scored). Комментировавший игру Клифф Морган так описал случившееся:

Киркпатрик на Уильямса. Хорошо сработано! Филл Беннет накрывает, преследуемый Алистером Скоуном. Блестяще, о, блестяще! Джон Уильямс, Брайан Уильямс. Пуллин. Джон Доуз, блестяще обманул. На Дэвида, Тома Дэвида, на середине линии! Блестяще сыграл Квиннелл! Это Гарет Эдвардс! Драматичное начало! Какой гол!… Этот парень Эдвардс… Если бы величайший мастер слова описал бы эту историю, никто бы в неё не поверил. Это было что-то.
Оригинальный текст (англ.)Kirkpatrick to Williams. This is great stuff! Phil Bennett covering chased by Alistair Scown. Brilliant, oh, that's brilliant! John Williams, Bryan Williams. Pullin. John Dawes, great dummy. To David, Tom David, the half-way line! Brilliant by Quinnell! This is Gareth Edwards! A dramatic start! What a score!!.....Oh that fellow Edwards....If the greatest writer of the written word would've written that story no one would have believed it. That really was something.

Об этой игре Гарет Эдвардс сказал следующее:

Люди склонны помнить первые четыре минуты матча благодаря этой попытке, но они забыли прекрасную игру, которая была после этой попытки и которую по большому счёту показали «Олл Блэкс». Для нас после успеха тура 1971 года «Львов», который захватил воображение целой страны, было прекрасной возможностью снова показать эту сторону игры.
Оригинальный текст (англ.)People tend only to remember the first four minutes of the game because of the try, but what they forgot is the great deal of good rugby played afterwards, much of which came from the All Blacks.
For us after the success of the 1971 Lions tour, which captured the imagination of the whole country, it was an opportunity to bring a lot of that side together again.

### Традиционные встречи
Расписание игр «Барбарианс» не является постоянным и изменяется ежегодно, однако на регулярной основе проводятся следующие матчи:
- Матч 27 декабря против «Лестер Тайгерс» — традиция появилась в 1909 году, когда состоялся третий и последний матч рождественского турне, в котором соперником «варваров» стали именно «тигры». В марте 2006 года состоялась последняя перед большим перерывом игра[11], следующий матч прошёл в ноябре 2014 года и был приурочен к 125-летию клуба «Лестер Тайгерс». В той встрече «варвары» победили 59:26[12].
- Матч памяти Эдгара Моббса — проводится в память о регбисте Эдгаре Моббсе, погибшем в Первую мировую войну. Играется на стадионе «Франклинс Гарденс» против клуба «Нортгемптон Сэйнтс», «Бедфорд Блюз» или сборной Восточного Мидленда. Первая игра прошла 10 февраля 1921 года, а позже традицией стало проводить матч в первый четверг марта. Последний подобный матч с участием «Барбарианс» прошёл в апреле 2011 года, ныне эту игру проводит команда Британской армии[13].
- Пасхальное турне — четыре матча на Пасхальной неделе, а именно: в Великую пятницу — против «Пенарта», в Великую субботу — против «Кардиффа» или «Кардифф Блюз», в Пасхальный понедельник — против «Суонси», во вторник после Пасхального понедельника — против «Ньюпорта». С 1986 года матч против «Пенарта» не проводится, хотя в 2001 году прошёл матч к 100-летию со дня первой игры против «Пенарта» (матч на легкоатлетическом стадионе рядом с клубным домиком, за день до игры «Барбарианс» против Уэльса на «Миллениуме»). Матч против «Ньюпорта» с 1982 года в связи с проблемами поиска команды на четвёртый матч турне[14] перестал играться на Пасху и был сыгран в начале сентября 1982 года[15]. Последняя игра датируется ноябрём 1996 года.
- Решающий Вызов — последний матч турне по Великобритании одной из сборных (Австралия, Новая Зеландия или ЮАР). В связи с изменениями стиля регби в минувшие годы от долгих турне отказались, поэтому такие матчи проводятся теперь редко. 3 декабря 2008 года подобная игра «варваров» против Австралии прошла на стадионе «Уэмбли» и стала первым регбийным матчем на новой арене.
- Матч в День памяти павших — проводится в ноябре против команды всех трёх родов войск Вооружённых сил Великобритании «Combined Services». Первый матч сыгран в 1997 году, последний на текущий момент датируется 2014 годом (победа «Барбарианс» 31:15)[16].

Традиционно «Барбарианс» играет против четырёх британских сборных и некоторых других зарубежных команд, а также против клубов (в основном по случаю разных годовщин). Так, в сезоне 2014/2015 проводились матчи против клубов «Лестер Тайгерс» и «Хериот», а также Решающий вызов против Австралии и ежегодная игра против сборной родов войск Великобритании. Матч «Барбарианс» против «Хериота» был приурочен к 125-летию обеих команд, матч «Лестера» также ознаменовал 125-летие клуба «Барбарианс».

### Столетие олимпийского регби
3 декабря 2008 года Британская олимпийская ассоциация организовала встречу клуба «Барбарианс» и сборной Австралии, приуроченную к столетию соревнований по регби в рамках Олимпиады в Лондоне, в финале которых сборная Австралии одержала победу, одолев команду Великобритании со счётом 32:3. В том турнире должна была принять участие и Франция, но она снялась с соревнований, позволив австралийцам и британцам разыграть золотые медали. Команду Великобритании представляли в 1908 году чемпионы по регби из Корнуолла, команда которых ранее была побеждена австралийцами в ходе 31-матчевого тура австралийской команды. Вклад Корнуолла был признан спустя 100 лет, когда победителю матча на «Уэмбли» вручили Кубок Корнуолла, наградив победителей золотыми медалями, а потерпевших поражение — серебряными медалями. Матч 2008 года стал первым регбийным матчем на новом «Уэмбли» и завершился со счётом 18:11 в пользу австралийцев. Вопреки традиции, команда «Барбарианс» вышла не в чёрно-белых, а в чёрно-золотых гетрах, что оценил секретарь Регбийного союза Корнуолла Алан Митчелл, назвав это выражением почтения к корнуолльскому регби.

### Женский клуб
В октябре 2017 года впервые в истории была образована женская команда «Барбарианс», которая провела 10 ноября 2017 года матч против «Манстера» (победа 19:0). В марте 2018 года она одержала вторую победу, победив команду Британской армии со счётом 37:0. 2 июня 2019 года пройдёт матч женского клуба против женской сборной Англии перед аналогичной игрой мужских команд.
9 мая 2019 года на 94-м году жизни скончался президент «Барбарианс» Микки Стил-Боджер.

## Матчи со сборными

### Полный список
| Противник                    | Набрано очков | Очки противника | Итог      | Дата             | Стадион                        | Город     | Турнир                                                                                |
| ---------------------------- | ------------- | --------------- | --------- | ---------------- | ------------------------------ | --------- | ------------------------------------------------------------------------------------- |
| Уэльс                        | 26            | 10              | Победа    | 17 апреля 1915   | Кардифф Армс Парк              | Кардифф   | Матч турне (сборы в помощь войскам)                                                   |
| Австралия                    | 9             | 6               | Победа    | 31 января 1948   | Кардифф Армс Парк              | Кардифф   | Решающий Вызов                                                                        |
| ЮАР                          | 3             | 17              | Поражение | 26 января 1952   | Кардифф Армс Парк              | Кардифф   | Решающий Вызов                                                                        |
| Новая Зеландия               | 5             | 19              | Поражение | 20 февраля 1954  | Кардифф Армс Парк              | Кардифф   | Решающий Вызов                                                                        |
| Австралия                    | 11            | 6               | Победа    | 22 февраля 1958  | Кардифф Армс Парк              | Кардифф   | Решающий Вызов                                                                        |
| Восточная Африка             | 52            | 12              | Победа    | 28 мая 1958      | Стадион РСВА                   | Найроби   | Матч турне                                                                            |
| ЮАР                          | 6             | 0               | Победа    | 4 февраля 1961   | Кардифф Армс Парк              | Кардифф   | Решающий Вызов                                                                        |
| Канада                       | 3             | 3               | Ничья     | 17 ноября 1962   | Госфорт Грейхаунд              | Госфорт   | Матч турне                                                                            |
| Новая Зеландия               | 3             | 36              | Поражение | 15 февраля 1964  | Кардифф Армс Парк              | Кардифф   | Решающий Вызов                                                                        |
| Австралия                    | 11            | 17              | Поражение | 28 января 1967   | Кардифф Армс Парк              | Кардифф   | Решающий Вызов                                                                        |
| Новая Зеландия               | 6             | 11              | Поражение | 16 декабря 1967  | Туикенем                       | Лондон    | Решающий Вызов                                                                        |
| Родезия                      | 24            | 21              | Победа    | 26 мая 1969      | Полицейский участок            | Солсбери  | Матч турне                                                                            |
| ЮАР                          | 12            | 21              | Поражение | 31 января 1970   | Туикенем                       | Лондон    | Матч турне                                                                            |
| Шотландия                    | 33            | 17              | Победа    | 9 мая 1970       | Маррифилд                      | Эдинбург  | Матч турне (в поддержку Игр Содружества)                                              |
| Фиджи                        | 9             | 29              | Поражение | 24 октября 1970  | Госфорт Грейхаунд              | Госфорт   | Решающий Вызов                                                                        |
| Новая Зеландия               | 23            | 11              | Победа    | 27 января 1973   | Кардифф Армс Парк              | Кардифф   | Решающий Вызов                                                                        |
| Новая Зеландия               | 13            | 13              | Ничья     | 30 ноября 1974   | Туикенем                       | Лондон    | Решающий Вызов                                                                        |
| Австралия                    | 19            | 7               | Победа    | 24 января 1976   | Кардифф Армс Парк              | Кардифф   | Решающий Вызов                                                                        |
| Канада                       | 29            | 4               | Победа    | 12 июня 1976     | Стадион Йоркского университета | Торонто   | Матч турне                                                                            |
| Британские и ирландские львы | 14            | 23              | Поражение | 10 сентября 1977 | Туикенем                       | Лондон    | Матч серебряного юбилея                                                               |
| Новая Зеландия               | 16            | 18              | Поражение | 16 декабря 1978  | Кардифф Армс Парк              | Кардифф   | Решающий Вызов                                                                        |
| Шотландия                    | 26            | 13              | Победа    | 1983             | Маррифилд                      | Эдинбург  | Матч турне                                                                            |
| Австралия                    | 30            | 37              | Поражение | 15 декабря 1984  | Кардифф Армс Парк              | Кардифф   | Решающий Вызов                                                                        |
| Италия                       | 23            | 15              | Победа    | 26 мая 1985      | Стадио Фламинио                | Рим       | Матч турне                                                                            |
| Австралия                    | 22            | 40              | Поражение | 26 ноября 1988   | Кардифф Армс Парк              | Кардифф   | Решающий Вызов                                                                        |
| Новая Зеландия               | 10            | 21              | Поражение | 25 ноября 1989   | Туикенем                       | Лондон    | Решающий Вызов                                                                        |
| Англия                       | 16            | 18              | Поражение | 29 сентября 1990 | Туикенем                       | Лондон    | Матч турне (100 лет клубу)                                                            |
| Уэльс                        | 31            | 24              | Победа    | 6 октября 1990   | Кардифф Армс Парк              | Кардифф   | Матч турне (100 лет клубу)                                                            |
| Аргентина                    | 34            | 22              | Победа    | 17 ноября 1990   | Кардифф Армс Парк              | Кардифф   | Решающий Вызов                                                                        |
| Шотландия                    | 16            | 16              | Ничья     | 7 сентября 1991  | Маррифилд                      | Эдинбург  | Матч турне                                                                            |
| Россия                       | 23            | 27              | Поражение | 6 июня 1992      | Локомотив                      | Москва    | Матч турне                                                                            |
| Австралия                    | 20            | 30              | Поражение | 28 ноября 1992   | Туикенем                       | Лондон    | Решающий Вызов                                                                        |
| Новая Зеландия               | 12            | 25              | Поражение | 4 ноября 1993    | Кардифф Армс Парк              | Кардифф   | Решающий Вызов                                                                        |
| Зимбабве                     | 21            | 23              | Поражение | 4 июня 1994      | Полицейский участок            | Хараре    | Матч турне                                                                            |
| ЮАР                          | 23            | 15              | Победа    | 3 декабря 1994   | Лэнсдаун Роуд                  | Дублин    | Решающий Вызов                                                                        |
| Ирландия                     | 70            | 38              | Победа    | 1996             | Лэнсдаун Роуд                  | Дублин    | Матч турне (Peace International)                                                      |
| Шотландия                    | 48            | 45              | Победа    | 17 августа 1996  | Маррифилд                      | Эдинбург  | Матч турне (в помощь родственникам погибших в Данблейне)                              |
| Уэльс                        | 10            | 31              | Поражение | 24 августа 1996  | Кардифф Армс Парк              | Кардифф   | Матч турне и официальный матч сборной Уэльса                                          |
| Австралия                    | 12            | 39              | Поражение | 7 декабря 1996   | Туикенем                       | Лондон    | Решающий Вызов                                                                        |
| Ирландия                     | 31            | 30              | Победа    | Май 2000         | Лэнсдаун Роуд                  | Дублин    | Матч турне                                                                            |
| Шотландия                    | 45            | 42              | Победа    | 31 мая 2000      | Маррифилд                      | Эдинбург  | Матч турне                                                                            |
| Германия                     | 47            | 19              | Победа    | 12 августа 2000  | Айленридештадион               | Ганновер  | Матч турне (100-летие Немецкой федерации регби)                                       |
| ЮАР                          | 31            | 41              | Поражение | 10 декабря 2000  | Миллениум                      | Кардифф   | Решающий Вызов                                                                        |
| Уэльс                        | 40            | 38              | Победа    | 20 мая 2001      | Миллениум                      | Кардифф   | Матч турне                                                                            |
| Шотландия                    | 74            | 31              | Победа    | 24 мая 2001      | Маррифилд                      | Эдинбург  | Матч турне                                                                            |
| Англия                       | 43            | 29              | Победа    | 27 мая 2001      | Туикенем                       | Лондон    | Матч турне                                                                            |
| Австралия                    | 35            | 49              | Поражение | 28 ноября 2001   | Миллениум                      | Кардифф   | Решающий Вызов                                                                        |
| Англия                       | 29            | 53              | Поражение | Май 2002         | Туикенем                       | Лондон    | Матч турне                                                                            |
| Уэльс                        | 40            | 25              | Победа    | Май 2002         | Миллениум                      | Кардифф   | Матч турне                                                                            |
| Шотландия                    | 47            | 27              | Победа    | Июнь 2002        | Маррифилд                      | Эдинбург  | Матч турне                                                                            |
| Англия                       | 49            | 36              | Победа    | Май 2003         | Туикенем                       | Лондон    | Матч турне                                                                            |
| Шотландия                    | 24            | 15              | Победа    | Май 2003         | Маррифилд                      | Эдинбург  | Матч турне                                                                            |
| Уэльс                        | 48            | 35              | Победа    | Май 2003         | Миллениум                      | Кардифф   | Матч турне                                                                            |
| Шотландия                    | 40            | 33              | Победа    | 22 мая 2004      | Маррифилд                      | Эдинбург  | Матч турне                                                                            |
| Уэльс                        | 0             | 42              | Поражение | 27 мая 2004      | Аштон Гейт                     | Бристоль  | Матч турне                                                                            |
| Англия                       | 32            | 12              | Победа    | 30 мая 2004      | Туикенем                       | Лондон    | Матч турне                                                                            |
| Португалия                   | 66            | 34              | Победа    | 10 июня 2004     | Эштадиу Университариу          | Лиссабон  | Матч турне                                                                            |
| Новая Зеландия               | 19            | 47              | Поражение | 4 декабря 2004   | Туикенем                       | Лондон    | Решающий Вызов                                                                        |
| Шотландия                    | 7             | 38              | Поражение | 24 мая 2005      | Питтодри                       | Абердин   | Матч турне                                                                            |
| Англия                       | 52            | 39              | Победа    | 28 мая 2005      | Туикенем                       | Лондон    | Матч турне                                                                            |
| Англия                       | 19            | 46              | Поражение | 28 мая 2006      | Туикенем                       | Лондон    | Матч турне                                                                            |
| Шотландия                    | 19            | 66              | Поражение | 31 мая 2006      | Маррифилд                      | Эдинбург  | Матч турне                                                                            |
| Грузия                       | 28            | 19              | Победа    | 4 июня 2006      | Стадион имени Михаила Месхи    | Тбилиси   | Матч турне                                                                            |
| Тунис                        | 33            | 10              | Победа    | 19 мая 2007      | Стад эль-Мензах                | Тунис     | Матч турне                                                                            |
| Испания                      | 52            | 26              | Победа    | 23 июня 2007     | Мануэль Мартинес Валеро        | Эльче     | Матч турне                                                                            |
| ЮАР                          | 22            | 5               | Победа    | 1 декабря 2007   | Туикенем                       | Лондон    | Решающий Вызов                                                                        |
| Бельгия                      | 84            | 10              | Победа    | 24 мая 2008      | Стадион короля Бодуэна         | Брюссель  | Матч турне                                                                            |
| Ирландия                     | 14            | 39              | Поражение | 27 мая 2008      | Кингсхолм                      | Глостер   | Матч турне                                                                            |
| Англия                       | 14            | 17              | Поражение | 1 июня 2008      | Туикенем                       | Лондон    | Матч турне                                                                            |
| Австралия                    | 11            | 18              | Поражение | 3 декабря 2008   | Уэмбли                         | Лондон    | Решающий Вызов / Кубок Корнуолла                                                      |
| Англия                       | 33            | 26              | Победа    | 3 мая 2009       | Туикенем                       | Лондон    | Матч турне                                                                            |
| Австралия                    | 7             | 55              | Поражение | 6 июня 2009      | Сиднейский футбольный стадион  | Сидней    | Матч турне                                                                            |
| Новая Зеландия               | 25            | 18              | Победа    | 5 декабря 2009   | Туикенем                       | Лондон    | Решающий Вызов                                                                        |
| Англия                       | 26            | 35              | Поражение | 30 мая 2010      | Туикенем                       | Лондон    | Матч турне                                                                            |
| Ирландия                     | 29            | 23              | Победа    | 4 июня 2010      | Томонд Парк                    | Лимерик   | Матч турне                                                                            |
| ЮАР                          | 26            | 20              | Победа    | 4 декабря 2010   | Туикенем                       | Лондон    | Решающий Вызов                                                                        |
| Англия                       | 38            | 32              | Победа    | 29 мая 2011      | Туикенем                       | Лондон    | Матч турне                                                                            |
| Уэльс                        | 31            | 28              | Победа    | 4 июня 2011      | Миллениум                      | Кардифф   | Матч турне (130-летие Валлийского регбийного союза) и официальный матч сборной Уэльса |
| Австралия                    | 11            | 60              | Поражение | 26 ноября 2011   | Туикенем                       | Лондон    | Решающий Вызов                                                                        |
| Англия                       | 26            | 57              | Поражение | 27 мая 2012      | Туикенем                       | Лондон    | Матч турне                                                                            |
| Ирландия                     | 29            | 28              | Победа    | 29 мая 2012      | Кингсхолм                      | Глостер   | Матч турне                                                                            |
| Уэльс                        | 21            | 30              | Поражение | 2 июня 2012      | Миллениум                      | Кардифф   | Матч турне и официальный матч сборной Уэльса                                          |
| Англия                       | 12            | 40              | Поражение | 26 мая 2013      | Туикенем                       | Лондон    | Матч турне                                                                            |
| Британские и ирландские львы | 8             | 59              | Поражение | 1 июня 2013      | Гонконг Стэдиум                | Гонконг   | Матч турне «Львов»                                                                    |
| Фиджи                        | 43            | 17              | Победа    | 30 ноября 2013   | Туикенем                       | Лондон    | Матч турне                                                                            |
| Англия                       | 39            | 29              | Победа    | 1 июня 2014      | Туикенем                       | Лондон    | Матч турне                                                                            |
| Австралия                    | 36            | 40              | Поражение | 1 ноября 2014    | Туикенем                       | Лондон    | Матч турне                                                                            |
| Ирландия                     | 22            | 21              | Победа    | 28 мая 2015      | Томонд Парк                    | Лимерик   | Матч турне                                                                            |
| Англия                       | 12            | 73              | Поражение | 31 мая 2015      | Туикенем                       | Лондон    | Матч турне                                                                            |
| Самоа                        | 27            | 24              | Победа    | 29 августа 2015  | Олимпийский стадион            | Лондон    | Матч турне                                                                            |
| Аргентина                    | 31            | 49              | Поражение | 21 ноября 2015   | Туикенем                       | Лондон    | Матч турне                                                                            |
| ЮАР                          | 31            | 31              | Ничья     | 5 ноября 2016    | Уэмбли                         | Лондон    | Матч турне                                                                            |
| Чехия                        | 71            | 0               | Победа    | 8 ноября 2016    | Маркета                        | Парк      | Матч турне (90-летие Чешского регбийного союза)                                       |
| Фиджи                        | 40            | 7               | Победа    | 11 ноября 2016   | Кингспан                       | Белфаст   | Матч турне                                                                            |
| Англия                       | 14            | 28              | Поражение | 28 мая 2017      | Туикенем                       | Лондон    | Матч турне / Кубок старого взаимного богатства                                        |
| Австралия                    | 28            | 31              | Поражение | 28 октября 2017  | Сиднейский футбольный стадион  | Сидней    | Матч турне                                                                            |
| Новая Зеландия               | 22            | 31              | Поражение | 4 ноября 2017    | Туикенем                       | Лондон    | Матч турне                                                                            |
| Тонга                        | 27            | 24              | Победа    | 10 ноября 2017   | Томонд Парк                    | Лимерик   | Матч турне                                                                            |
| Англия                       | 63            | 45              | Победа    | 28 мая 2018      | Туикенем                       | Лондон    | Матч турне Кубок Quilter                                                              |
| Аргентина                    | 38            | 35              | Победа    | 1 декабря 2018   | Туикенем                       | Лондон    | Матч турне                                                                            |
| Англия                       | 43            | 51              | Поражение | 2 июня 2019      | Туикенем                       | Лондон    | Матч турне                                                                            |
| Фиджи                        | 31            | 33              | Поражение | 16 ноября 2019   | Туикенем                       | Лондон    | Матч турне                                                                            |
| Бразилия                     | 47            | 22              | Победа    | 20 ноября 2019   | Морумби                        | Сан-Паулу | Матч турне                                                                            |
| Уэльс                        | 33            | 43              | Поражение | 30 ноября 2019   | Миллениум                      | Кардифф   | Матч турне                                                                            |

### Матчи женского клуба
| Противник | Набрано очков | Очки противника | Итог      | Дата           | Стадион       | Город    | Турнир                                      |
| --------- | ------------- | --------------- | --------- | -------------- | ------------- | -------- | ------------------------------------------- |
| США       | 34            | 33              | Победа    | 26 апреля 2019 | Инфинити Парк | Глендейл | Матч турне                                  |
| Англия    | 18            | 40              | Поражение | 2 июня 2019    | Туикенем      | Лондон   | Матч турне Серия «Барбарианс» против Англии |
| Уэльс     | 29            | 15              | Победа    | 30 ноября 2019 | Миллениум     | Кардифф  | Матч турне Серия «Барбарианс» против Уэльса |

### Итого
На 20 ноября 2019
| Противник                    | Матчи | Победы | Поражения | Ничьи | Процент побед |
| ---------------------------- | ----- | ------ | --------- | ----- | ------------- |
| Австралия                    | 14    | 3      | 11        | 0     | 21,43 %       |
| Англия                       | 18    | 10     | 8         | 0     | 44,44 %       |
| Аргентина                    | 3     | 2      | 1         | 0     | 66,67 %       |
| Бельгия                      | 1     | 1      | 0         | 0     | 100 %         |
| Бразилия                     | 1     | 1      | 0         | 0     | 100 %         |
| Британские и ирландские львы | 2     | 0      | 2         | 0     | 0 %           |
| Восточная Африка             | 1     | 1      | 0         | 0     | 100 %         |
| Германия                     | 1     | 1      | 0         | 0     | 100 %         |
| Грузия                       | 1     | 1      | 0         | 0     | 100 %         |
| Зимбабве                     | 1     | 0      | 1         | 0     | 0 %           |
| Ирландия                     | 6     | 5      | 1         | 0     | 83,33 %       |
| Испания                      | 1     | 1      | 0         | 0     | 100 %         |
| Италия                       | 1     | 1      | 0         | 0     | 100 %         |
| Канада                       | 2     | 1      | 0         | 1     | 50 %          |
| Новая Зеландия               | 11    | 2      | 8         | 1     | 18,18 %       |
| Португалия                   | 1     | 1      | 0         | 0     | 100 %         |
| Родезия                      | 1     | 1      | 0         | 0     | 100 %         |
| Россия                       | 1     | 0      | 1         | 0     | 0 %           |
| Самоа                        | 1     | 1      | 0         | 0     | 100 %         |
| Тонга                        | 1     | 1      | 0         | 0     | 100 %         |
| Тунис                        | 1     | 1      | 0         | 0     | 100 %         |
| Уэльс                        | 10    | 6      | 4         | 0     | 60 %          |
| Фиджи                        | 4     | 2      | 2         | 0     | 50 %          |
| Шотландия                    | 11    | 8      | 2         | 1     | 72,72 %       |
| Чехия                        | 1     | 1      | 0         | 0     | 100 %         |
| ЮАР                          | 8     | 4      | 3         | 1     | 50 %          |
| Итого                        | 102   | 54     | 44        | 4     | 52,94 %       |

## Текущий состав
Заявка на матч против Англии от 27 мая 2018.
- Главный тренер —  Пэт Лэм (капитан)
- Курсивом выделены игроки, не выступавшие прежде за какую-либо сборную. Жирным выделены игроки, уже выступавшие за «Барбарианс».

## Президенты
- Уильям Перси Карпмейл[англ.] (1913—1936), основатель клуба
- Эмиль де Лисса[англ.] (1936—1955), секретарь, казначей и вице-президент
- Хэйго Смит[англ.] (1955), почётный секретарь клуба
- Бригадир Глин Хьюз[англ.] (1955—1973)
- Херберт Уодделл[англ.] (1973—1988)
- Микки Стил-Боджер[англ.] (1988—2019)